# Turgon (Charente)
Pour les articles homonymes, voir Turgon.
Turgon (Turgont en occitan) est une commune du Sud-Ouest de la France, située dans le département de la Charente (région Nouvelle-Aquitaine).
Ses habitants sont les Turgonnais et les Turgonnaises.

## Géographie

### Localisation et accès
Turgon est une commune du nord-est du département de la Charente située à 5 km au sud de Champagne-Mouton et 39 km au nord-est d'Angoulême.
Le bourg de Turgon est aussi à 6 km à l'ouest de Saint-Laurent-de-Céris, 8 km au nord-ouest de Saint-Claud, 18 km au sud-est de Ruffec, 19 km au nord-est de Mansle et 22 km à l'ouest de Confolens.
À l'écart des grandes routes, la commune est bordée à l'est par la D 28, route de Saint-Claud à Champagne-Mouton qui passe au Grand Madieu, et à l'ouest par la D 36, route de Champagne-Mouton à Beaulieu et Cellefrouin, qui passe à 300 m du bourg. Celui-ci est desservi par la D 172, qui va en direction de Parzac et Saint-Claud.

### Hameaux et lieux-dits
La commune compte quelques hameaux : la Garnerie au sud-ouest du bourg, Chez Vallentin au nord, Chez la Rose en limite orientale, etc..

### Communes limitrophes
|                       | Champagne-Mouton | Le Vieux-Cérier |
| Chassiecq             | Turgon           | Le Grand-Madieu |
| Beaulieu-sur-Sonnette | Parzac           |                 |

### Géologie et relief
La commune s'étend sur des terrains calcaires du Jurassique (Dogger) recouverts de placages d'argile jaune à silex ou sableuse, dépôts du Tertiaire en provenance du Massif central,,,. Ces plateaux argileux sont riches de dolines (phénomène karstique).
Le relief de la commune est celui d'un plateau assez élevé, d'une altitude moyenne de 160 m. Une vallée sèche s'amorce au sud du bourg et part vers le sud-ouest en direction du ruisseau de Chassiecq et de la Sonnette.
Le point culminant de la commune est à une altitude de 182 m, situé sur la limite avec Beaulieu et son château d'eau (borne IGN). Le point le plus bas est à 134 m, situé sur la limite ouest au pied de la Garnerie. Le bourg est à 170 m d'altitude.

### Hydrographie

#### Réseau hydrographique

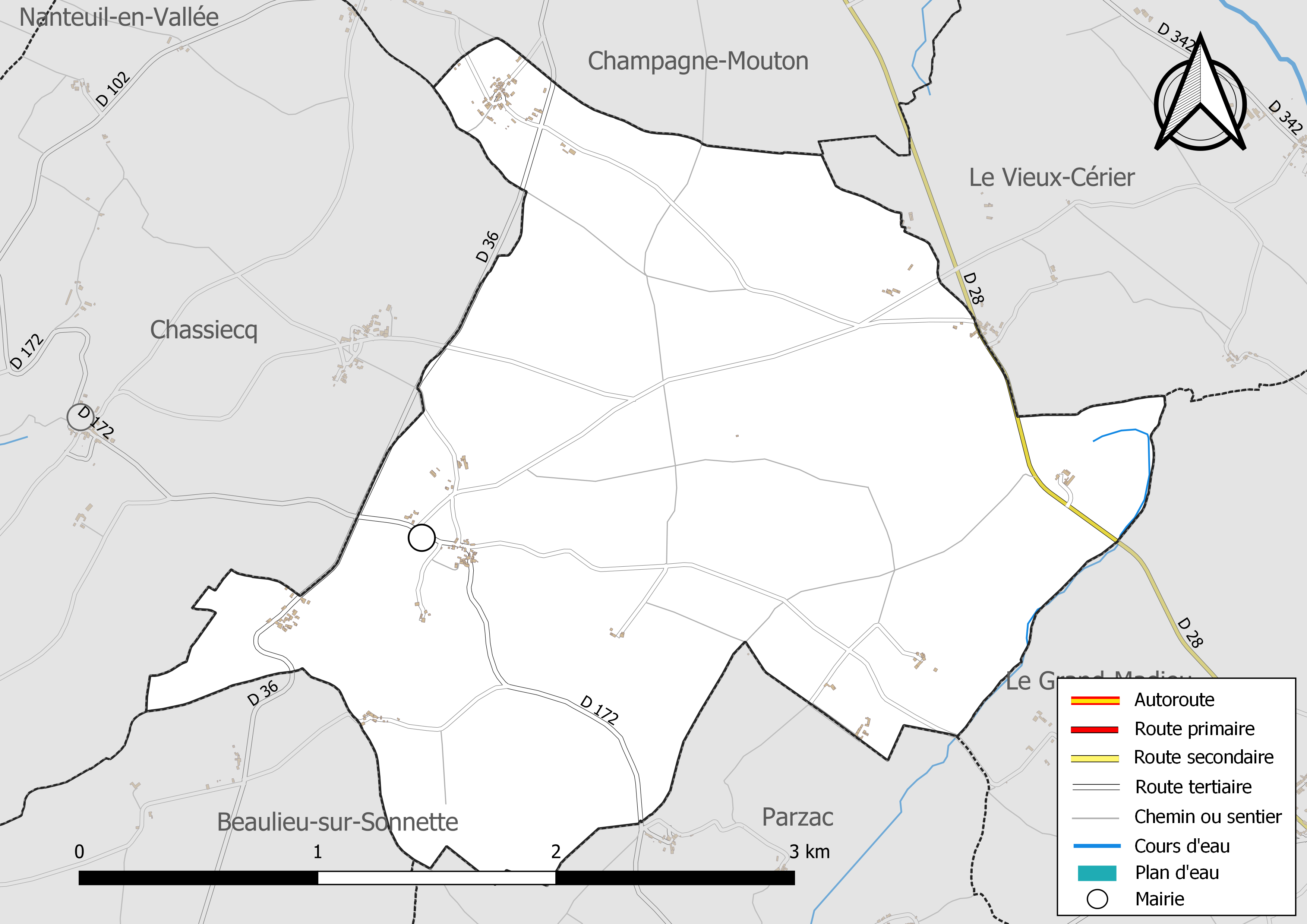
Réseaux hydrographique et routier de Turgon.

La commune est située dans le bassin versant de la Charente au sein du Bassin Adour-Garonne. Elle est drainée par des petits cours d'eau, qui constituent un réseau hydrographique de 1 km de longueur totale,.
La commune n'est traversée par aucun ruisseau, le sol étant karstique.
Il y a toutefois un ruisseau intermittent et un étang à l'est tout le long de la limite communale avec Le Grand-Madieu, descendant un vallon vers le sud-ouest en direction de Parzac et de la Sonnette.

#### Gestion des eaux
Le territoire communal est couvert par le schéma d'aménagement et de gestion des eaux (SAGE) « Charente ». Ce document de planification, dont le territoire correspond au bassin de la Charente, d'une superficie de 9 300 km2, a été approuvé le 19 novembre 2019. La structure porteuse de l'élaboration et de la mise en œuvre est l'établissement public territorial de bassin Charente. Il définit sur son territoire les objectifs généraux d’utilisation, de mise en valeur et de protection quantitative et qualitative des ressources en eau superficielle et souterraine, en respect des objectifs de qualité définis dans le troisième SDAGE  du Bassin Adour-Garonne qui couvre la période 2022-2027, approuvé le 10 mars 2022.

### Climat
Comme dans une grande partie du département, le climat est océanique aquitain, légèrement dégradé au nord.

### Végétation
La commune est en revanche assez boisée (bois du Parc de Turgon).
L'évolution agricole de ces dernières années a entraîné une mise en culture d'une majorité des terres de la commune et la disparition de l'élevage.

## Urbanisme

### Typologie
Au 1er janvier 2024, Turgon est catégorisée commune rurale à habitat très dispersé, selon la nouvelle grille communale de densité à 7 niveaux définie par l'Insee en 2022.
Elle est située hors unité urbaine et hors attraction des villes,.

### Occupation des sols
L'occupation des sols de la commune, telle qu'elle ressort de la base de données européenne d’occupation biophysique des sols Corine Land Cover (CLC), est marquée par l'importance des territoires agricoles (69,7 % en 2018), une proportion identique à celle de 1990 (69,7 %). La répartition détaillée en 2018 est la suivante : 
terres arables (34,4 %), forêts (30,3 %), prairies (24,6 %), zones agricoles hétérogènes (10,7 %). L'évolution de l’occupation des sols de la commune et de ses infrastructures peut être observée sur les différentes représentations cartographiques du territoire : la carte de Cassini (XVIIIe siècle), la carte d'état-major (1820-1866) et les cartes ou photos aériennes de l'IGN pour la période actuelle (1950 à aujourd'hui).

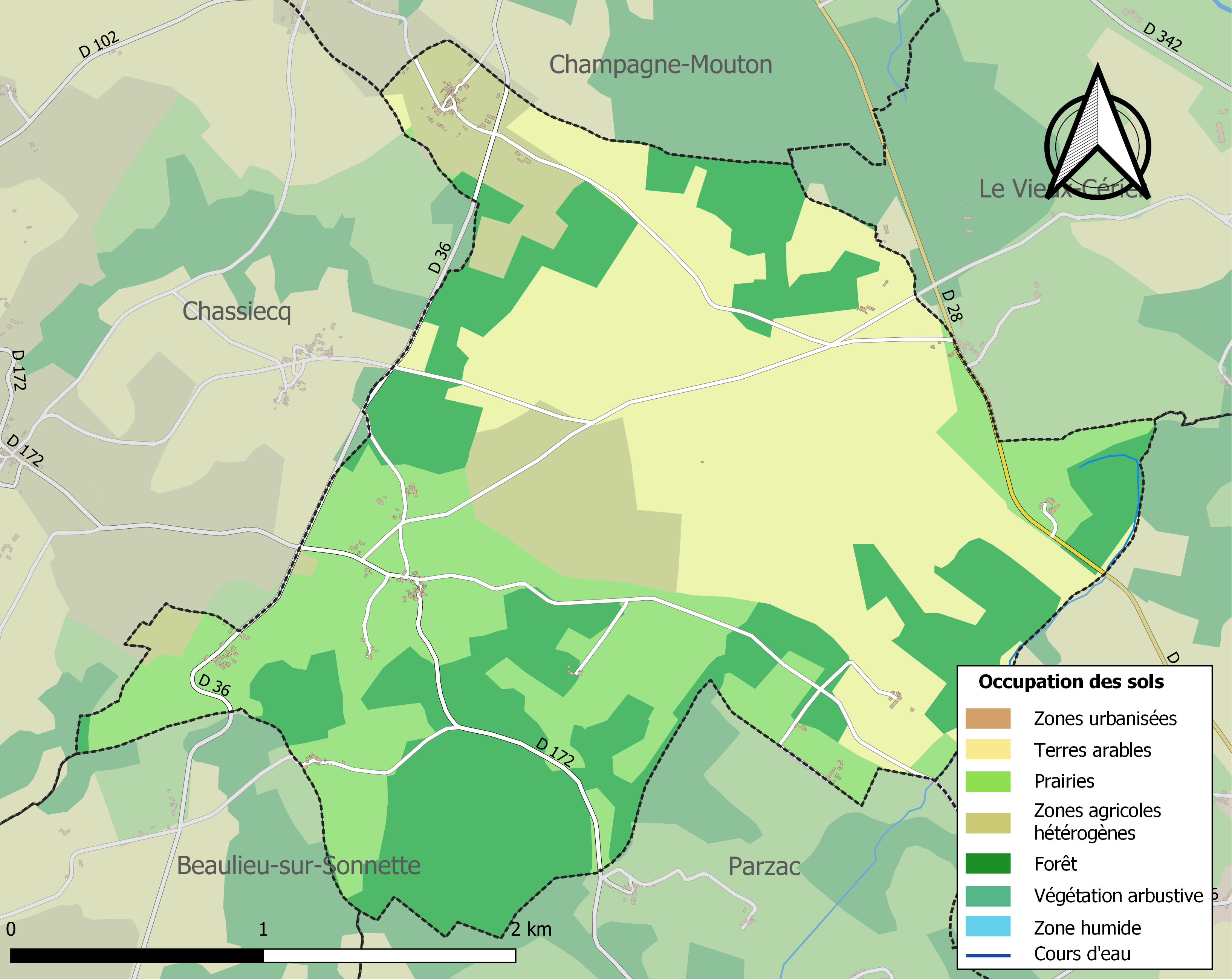
Carte des infrastructures et de l'occupation des sols de la commune en 2018 (CLC).

### Risques majeurs
Le territoire de la commune de Turgon est vulnérable à différents aléas naturels : météorologiques (tempête, orage, neige, grand froid, canicule ou sécheresse) et séisme (sismicité faible). Un site publié par le BRGM permet d'évaluer simplement et rapidement les risques d'un bien localisé soit par son adresse soit par le numéro de sa parcelle.

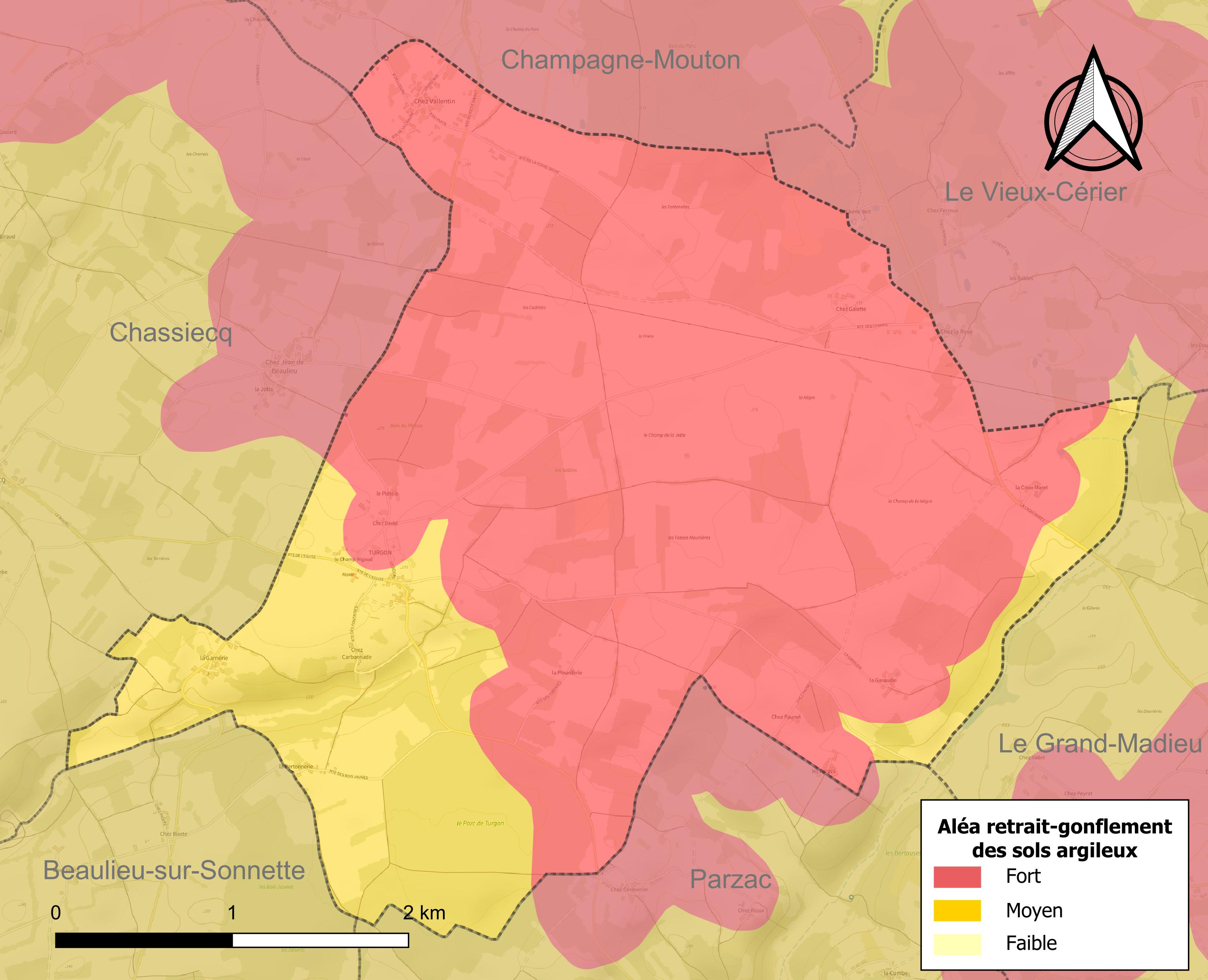
Carte des zones d'aléa retrait-gonflement des sols argileux de Turgon.

Le retrait-gonflement des sols argileux est susceptible d'engendrer des dommages importants aux bâtiments en cas d’alternance de périodes de sécheresse et de pluie. La totalité de la commune est en aléa moyen ou fort (67,4 % au niveau départemental et 48,5 % au niveau national). Sur les 69 bâtiments dénombrés sur la commune en 2019,  69 sont en aléa moyen ou fort, soit 100 %, à comparer aux 81 % au niveau départemental et 54 % au niveau national. Une cartographie de l'exposition du territoire national au retrait gonflement des sols argileux est disponible sur le site du BRGM,.
Par ailleurs, afin de mieux appréhender le risque d’affaissement de terrain, l'inventaire national des cavités souterraines permet de localiser celles situées sur la commune.
La commune a été reconnue en état de catastrophe naturelle au titre des dommages causés par les inondations et coulées de boue survenues en 1982, 1983 et 1999. Concernant les mouvements de terrains, la commune a été reconnue en état de catastrophe naturelle au titre des dommages causés par des mouvements de terrain en 1999.

## Toponymie
Les formes anciennes sont Turgunte vers 1300, Turgondio (sans date, Moyen Âge).
Le nom de Turgon viendrait du gaulois turco qui signifie « sanglier », avec suffixe -untum. Turco- est un thème de nom propre gaulois et signifie "porc". Au Moyen Âge, Turgon, entouré de forêts, était un rendez-vous de chasse.

### Limite dialectale
La commune est à la limite entre la langue d'oïl (domaine du poitevin) au nord-ouest, et le domaine occitan (dialecte domaine marchois) au sud-est,.
Elle se nomme Turgont en occitan.

## Histoire
Au XVIe siècle, les terres de Turgon, Chassiecq et une partie du Vieux-Cérier formaient une châtellenie, qui était possédée par François Pastoureau, conseiller du roi au parlement de Paris. À la fin du XVIIe siècle, elle passe à Louis Gilles le Maistre, chevalier, marquis de Ferrières, ainsi que le fief voisin du Plessis.
En 1774, Élisabeth de La Rochefoucauld, duchesse d'Anville et baronne de Champagne-Mouton, achète l'ensemble pour 110 000 livres.
Turgon dépend alors du diocèse d'Angoulême.
Pendant la première moitié du XXe siècle, la commune était desservie par la petite ligne ferroviaire d'intérêt local à voie métrique des Chemins de fer économiques des Charentes allant d'Angoulême à Confolens par Saint-Angeau appelée le Petit Mairat
Au début du XXe siècle, l'industrie dans la commune consistait en la fabrication de charbon de bois et d'extraction de pierre à chaux près du bourg.
En 1940, Turgon était située en zone occupée, proche de la ligne de démarcation qui se situait aux alentours du village de la Garaudie sur la route du Grand-Madieu.

## Administration
| Période                                  | Période  | Identité          | Étiquette | Qualité                  |
| ---------------------------------------- | -------- | ----------------- | --------- | ------------------------ |
| Les données manquantes sont à compléter. |          |                   |           |                          |
| avant 1981                               | 1987     | Gabriel Journault | DVG       |                          |
| 1987                                     | mai 2020 | Robert Lassier    | SE        | Retraité de l'équipement |
| mai 2020                                 | En cours | Régis Martin      | SE        | Retraité                 |

## Démographie

### Évolution démographique
L'évolution du nombre d'habitants est connue à travers les recensements de la population effectués dans la commune depuis 1793. Pour les communes de moins de 10 000 habitants, une enquête de recensement portant sur toute la population est réalisée tous les cinq ans, les populations de référence des années intermédiaires étant quant à elles estimées par interpolation ou extrapolation. Pour la commune, le premier recensement exhaustif entrant dans le cadre du nouveau dispositif a été réalisé en 2006.

En 2022, la commune comptait 81 habitants, en évolution de −5,81 % par rapport à 2016 (Charente : −0,48 %, France hors Mayotte : +2,11 %).
| 1793 | 1800 | 1806 | 1821 | 1831 | 1841 | 1846 | 1851 | 1856 |
| ---- | ---- | ---- | ---- | ---- | ---- | ---- | ---- | ---- |
| 314  | 264  | 334  | 322  | 340  | 340  | 325  | 345  | 362  |

| 1861 | 1866 | 1872 | 1876 | 1881 | 1886 | 1891 | 1896 | 1901 |
| ---- | ---- | ---- | ---- | ---- | ---- | ---- | ---- | ---- |
| 358  | 323  | 299  | 300  | 270  | 276  | 290  | 278  | 286  |

| 1906 | 1911 | 1921 | 1926 | 1931 | 1936 | 1946 | 1954 | 1962 |
| ---- | ---- | ---- | ---- | ---- | ---- | ---- | ---- | ---- |
| 274  | 268  | 241  | 261  | 254  | 222  | 191  | 201  | 174  |

| 1968 | 1975 | 1982 | 1990 | 1999 | 2006 | 2011 | 2016 | 2021 |
| ---- | ---- | ---- | ---- | ---- | ---- | ---- | ---- | ---- |
| 134  | 129  | 112  | 110  | 85   | 95   | 87   | 86   | 83   |

| 2022 | - | - | - | - | - | - | - | - |
| ---- | - | - | - | - | - | - | - | - |
| 81   | - | - | - | - | - | - | - | - |

D’après le recensement Insee de 2007, Turgon compte 93 habitants (soit une augmentation de 10 % par rapport à 1999).
La commune occupe le 33 400e rang au niveau national, alors qu'elle était au 33 485e en 1999, et le 395e au niveau départemental sur 404 communes.

### Pyramide des âges
La population de la commune est relativement âgée.
En 2018, le taux de personnes d'un âge inférieur à 30 ans s'élève à 18,7 %, soit en dessous de la moyenne départementale (30,2 %). À l'inverse, le taux de personnes d'âge supérieur à 60 ans est de 43,1 % la même année, alors qu'il est de 32,3 % au niveau départemental.
En 2018, la commune comptait 43 hommes pour 43 femmes, soit un taux de 50 % de femmes, légèrement inférieur au taux départemental (51,59 %).
Les pyramides des âges de la commune et du département s'établissent comme suit.
| Hommes | Classe d’âge | Femmes |
| ------ | ------------ | ------ |
| 0,0    | 90 ou +      | 0,0    |
| 14,0   | 75-89 ans    | 7,0    |
| 27,9   | 60-74 ans    | 37,2   |
| 14,0   | 45-59 ans    | 20,9   |
| 23,3   | 30-44 ans    | 18,6   |
| 4,7    | 15-29 ans    | 4,7    |
| 16,3   | 0-14 ans     | 11,6   |

| Hommes | Classe d’âge | Femmes |
| ------ | ------------ | ------ |
| 1      | 90 ou +      | 2,7    |
| 9,2    | 75-89 ans    | 12     |
| 20,6   | 60-74 ans    | 21,3   |
| 20,7   | 45-59 ans    | 20,3   |
| 16,8   | 30-44 ans    | 16     |
| 15,6   | 15-29 ans    | 13,4   |
| 16,1   | 0-14 ans     | 14,3   |

## Lieux et monuments

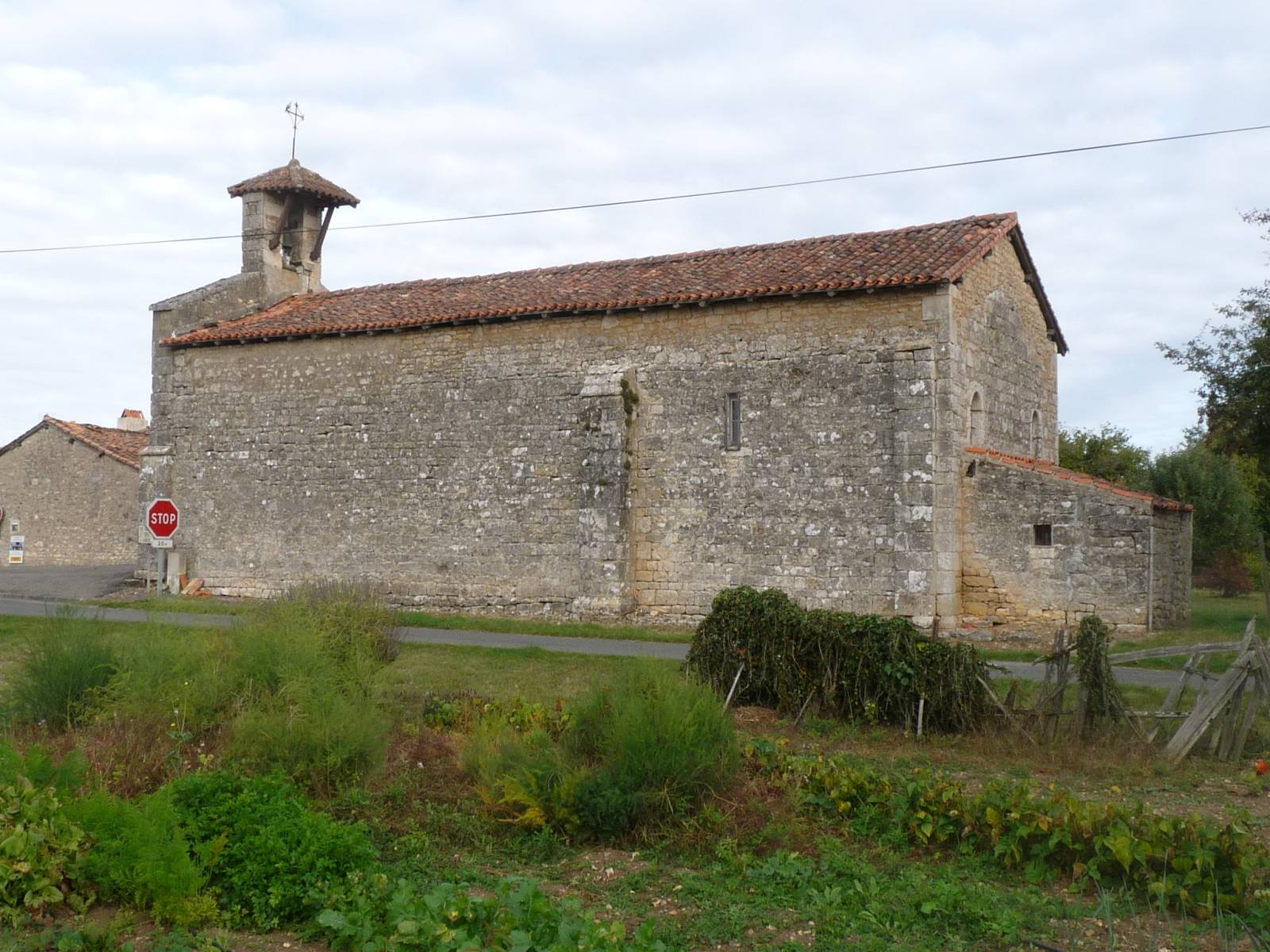
L'église paroissiale.

L'église paroissiale Saint-Sixte qui date peut-être du XIVe siècle a été très modifiée au XIXe siècle.
La maison noble du Plessy (autrefois orthographié Plessis) a appartenu à la fin du XVIIe siècle à la châtellenie de Turgon.
Le logis des Forges est sur un domaine connu depuis 1692. Le manoir du Champ-Rigaud est lui, connu depuis le XVIe siècle.
Le petit patrimoine comprend four à pain, puits et fontaine avec lavoir.